# محافظة البكيرية
محافظة البكيرية، هي إحدى محافظات منطقة القصيم في السعودية، وعاصمتها مدينة البكيرية.

## القرى والمراكز التابعة لمحافظة البكيرية
يتبع للبكيرية العديد من المراكز مثل:
- الفويلق
- الهلالية
- الشيحية
- الضلفعة
- مشاش جرود
- الأرطاوي
- الفيضة
- النجبة
- ساق
- كحلة

## السكان
بلغ عدد سكان محافظة البكيرية (63,551) نسمة حسب تعداد السعودية 2022، عدد السعوديين (44,273) نسمة، وعدد غير السعوديين (19,278) نسمة.